# District de Luqiao
Le district de Luqiao (路桥区 ; pinyin : Lùqiáo Qū) est une subdivision administrative de la province du Zhejiang en Chine. Il est placé sous la juridiction de la ville-préfecture de Taizhou.